# Løgstør
Løgstør es un pueblo danés perteneciente al municipio de Vesthimmerland, en la región de Jutlandia Septentrional.
Tiene 4104 habitantes en 2017, lo que lo convierte en la segunda localidad más importante del municipio tras la capital municipal Aars.
Se conoce su existencia desde principios de siglo XVI, cuando se menciona como pueblo de pescadores y marineros. En este lugar falleció el conocido escritor danés Johan Skjoldborg, que actualmente está enterrado en el cementerio local.
Se ubica en la costa del Limfjord en la esquina noroccidental de Himmerland. Junto al pueblo se halla el puente de Aggersund de la carretera 29, que conecta Himmerland con Vendsyssel-Thy.